# بخش پایک (شهرستان براون، اوهایو)
بخش پایک (به انگلیسی: Pike Township) یک منطقهٔ مسکونی در ایالات متحده آمریکا است که در شهرستان براون، اوهایو واقع شده‌است.
 بخش پایک ۶۳٫۵ کیلومتر مربع مساحت و ۴٬۲۴۳ نفر جمعیت دارد و ۲۸۷ متر بالاتر از سطح دریا واقع شده‌است.